# Nisko Osiedle
Nisko Osiedle – przystanek kolejowy w Nisku, w województwie podkarpackim, w Polsce. Powstał w roku 1989 w pobliżu nowo powstających osiedli mieszkaniowych przy ul. 1000-lecia.

## Ruch pasażerski
| Rok  | Wymiana pasażerska na dobę |
| ---- | -------------------------- |
| 2017 | 10-19                      |
| 2022 | 20-49                      |